# Državni Zbor
De Državni Zbor is de Nationale Assemblee (letterlijk Staatsassemblee), die samen met de Državni Svet het parlement van Slovenië vormt. Doorgaans wordt in het spraakgebruik Državni Zbor vereenzelvigd met het parlement.
Het parlement telt 90 leden, waarvan behalve 88 algemeen verkozen leden ook twee verkozen afgevaardigden namens de Italiaanse en Hongaarse minderheid deel uitmaken. De samenstelling van het parlement wordt bepaald door rechtstreekse verkiezingen, die elke vier jaar plaatsvinden. De kiesdrempel bedraagt 4% (behalve voor beide minderheidszetels).

## Parlementsvoorzitters
1. France Bučar (SDZ), 17 mei 1990 – 23 december 1992
2. Herman Rigelnik (LDS), 23 december 1992 – 16 september 1994
3. Jožef Školč (LDS), 16 september 1994 – 3 december 1996
4. Janez Podobnik (SLS), 3 december 1996 – 10 november 2000
5. Borut Pahor (ZLSD), 10 november 2000 – 12 juli 2004
6. Feri Horvat (ZLSD), 12 juli 2004 – 22 oktober 2004
7. France Cukjati (SDS), 22 oktober 2004 – 15 oktober 2008
8. Pavel Gantar (Zares), 1 oktober 2008 – 2 september 2011
9. Ljubo Germič (LDS), 2 september 2011 – 22 december 2011
10. Gregor Virant (DL), 22 december 2011 – 28 januari 2013
11. Jakob Presečnik (SLS), 28 januari 2013 – 27 februari 2013
12. Janko Veber (SD), 27 februari 2013 – 1 augustus 2014
13. Milan Brglez (SMC), 1 augustus 2014 – 22 juni 2018
14. Matej Tonin (NSi), 22 juni 2018 – 23 augustus 2018
15. Dejan Židan (SD), 23 augustus 2018 – 3 maart 2020
16. Igor Zorčič (SMC), 5 maart 2020 – 13 mei 2022
17. Urška Klakočar Zupančič (GS), sinds 13 mei 2022